# František Hanus

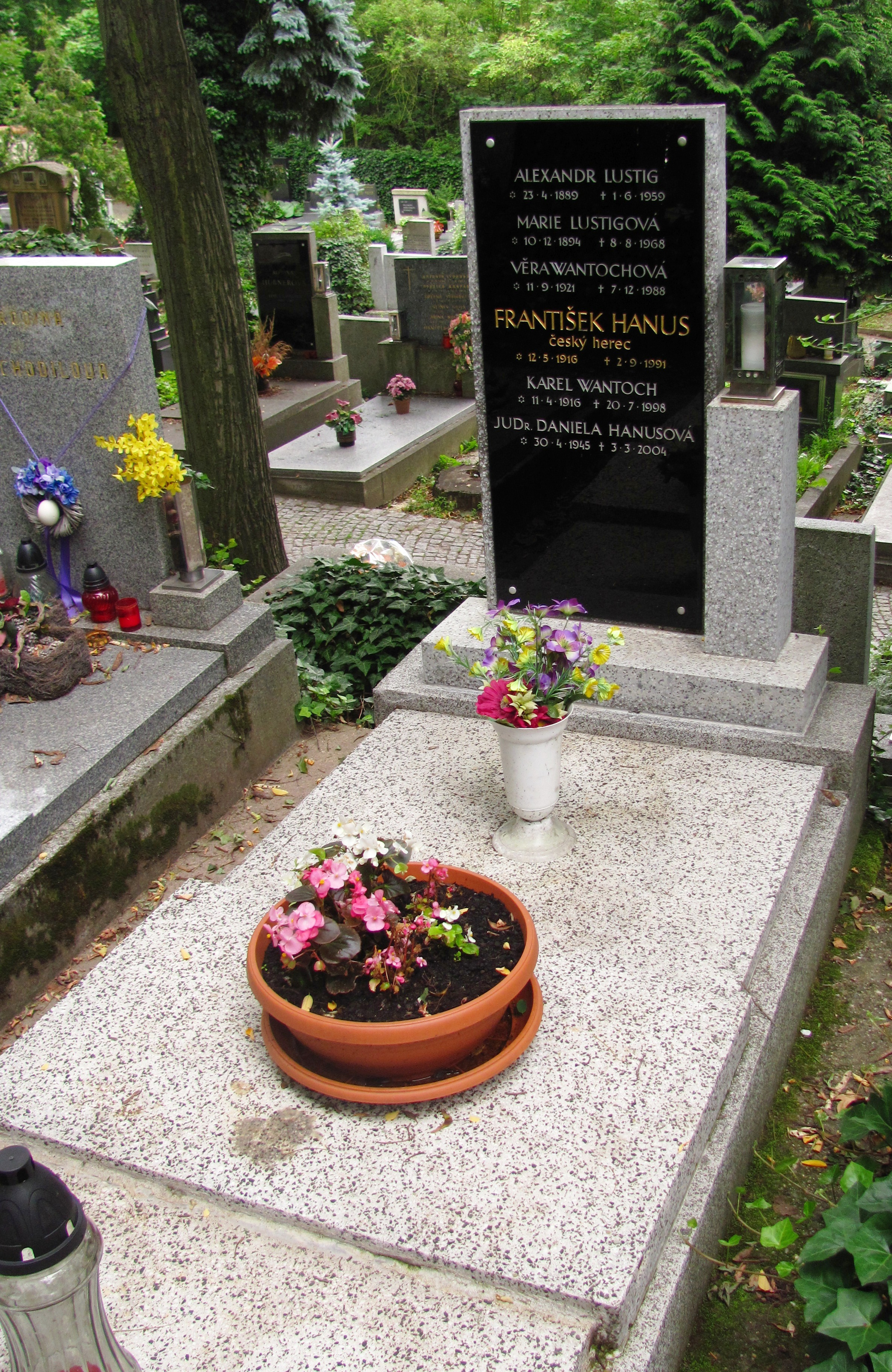
Grab auf dem Šáreckém Friedhof in Prag

František Hanus (* 12. Mai 1916 in Valašské Meziříčí, Österreich-Ungarn; † 2. September 1991 in Prag, Tschechoslowakei) war ein tschechischer Schauspieler und Theaterregisseur. Er war viele Jahre Mitglied des Ensemble von Divadla na Vinohradech. 

## Leben
Hanus war der Sohn des Sängers František Hanus und stammte aus der Mährischen Walachei. In seiner Kindheit wollte er Schnitzer werden. In seiner Jugend verdiente er sein Geld als Sägewerksmitarbeiter. Er überlegte er Medizin oder Naturwissenschaften zu studieren. Nach dem Abitur schlug er aber die künstlerische Laufbahn ein. Nach dem Schauspielstudium am Prager Konservatorium 1941 spielte er auf mehreren kleinen Bühnen. 1952 wurde er dann Mitglied des Vinohradském divadle in Prag, wo er bis zu seinem Tod blieb.
In seiner Jugendzeit spielte er oft die Rolle des tatkräftigen Mannes voller jugendlichem Elan und Optimismus. Später die Rolle des sesshafteren Familienvaters, Beamten oder ähnlichem. Sein Filmdebüt gab er unmittelbar nach dem Abitur 1941 im Film Pražský flamendr. Kurz nach dem Krieg spielte er im tschechischen Film Řeka charuje unter der Regie von Václav Krška. Diese beiden Rollen sicherten ihm große Popularität und allgemeine Bekanntheit, die sein ganzes Leben lang anhielten.
In den 1940er Jahren war er ein relativ beliebter und häufig besetzter Filmschauspieler, der auch häufig und gern im Československém rozhlase auftrat. Er konnte gut singen und Gitarre spielen. In den 1950er und 1960er Jahren spielte er eher kleine Episodenrollen. Größere Fernsehrollen tauchten erst wieder im fortgeschrittenen Alter mit dem Aufkommen des Fernsehens auf.
Hanus hatte zwei Söhne, František Hanus und Petr Hanus, mit seiner ersten Frau Maria. Mit seiner zweiten Frau Daniela hatte er zwei Töchter, Jana, die sie als Kleinkind adoptierten, und Barbara.
1972 erhielt er den Titel Verdienter Künstler (Zasloužilým umělcem).

## Filmografie (Auswahl)

### Kino
- 1941: Prazský falmendr
- 1944: Jarní písen
- 1945: Samstag ist kein Alltag
- 1946: Reka caruje
- 1947: Der Letzte der Mohikaner
- 1947: Portási
- 1948: Muzikant
- 1949: Keine Angst um Peppo!
- 1950: Pára nad hrncem
- 1951: DS 70 fährt nicht aus
- 1951: Neue Kämpfer werden auferstehen
- 1951: Um zwei Minuten
- 1951: Wir sind nicht allein
- 1951: Zvony z rákosu
- 1952: Die stolze Prinzessin
- 1952: Ganze Kerle
- 1953: Die Entführung
- 1953: Flößer 1x1
- 1953: Groschenliedchen
- 1953: Výstraha
- 1955: Es war einmal ein König
- 1955: Hastrman
- 1955: Verhängnisvolle Spuren
- 1956: Muz v povetri
- 1956: Synove hor
- 1956: U lékare
- 1956: Zaostrit, prosím!
- 1957: Die Fälschung
- 1957: Jurásek
- 1957: Váhavý strelec
- 1958: Bittere Liebe
- 1958: Metoda rady Pitra
- 1958: Tenkrát o vánocích
- 1960: Am Ende des Weges
- 1960: Freunde am Meer
- 1960: Kolotoc
- 1960: Leute wie du und ich
- 1960: Zlé pondelí
- 1961: Muj prítel Gaj
- 1961: Trziste senzací
- 1961: Verräter im Netz
- 1962: Kolik slov stací lásce?
- 1962: Vrah byl odsouzen po právu
- 1963: Bolshaya doroga
- 1966: Die Dame auf den Schienen
- 1967: Soudce Stokroc
- 1968: Alte Kriminalfälle
- 1968: Auf dem Kriegswagen des Feldherrn Zizka
- 1969: Zalár nejtemnejsí
- 1970: Alexander Dumas starsi
- 1970: Höllische Flitterwochen
- 1970: Mata Hari
- 1970: Nejsem chmýrko na bodláku
- 1971: Babicka
- 1971: Der junge Herr Vek
- 1971: Frauen im Abseits
- 1971: Krkonosské hromování
- 1972: Der Tod des schwarzen Königs
- 1972: Holka na vdávání
- 1972: Hrísníci
- 1972: Klicka
- 1972: Lekce
- 1972: Mnoho povyku pro nic
- 1972: Slecna Golem
- 1973: Chronik eines weißen Sommers
- 1973: Das Hundekommando
- 1974–1984: Bakalári
- 1975: Bohousuv syn
- 1975: Jak se sevcem sili certi
- 1975: Katharina und ihre Töchter
- 1975: Lístek do památníku
- 1975: Matka
- 1975: Motiv für einen Mord
- 1975: Nebezpecí smyku
- 1975: Pan Tau
- 1975: Poklad pod Cernou hláskou
- 1975: Romanze für eine Krone
- 1975: Titul pro hrdinu
- 1975: Tri muzi se zralokem
- 1975: Tribun lidu
- 1976: Die Kriminalfälle des Majors Zeman
- 1976: Podzemí svobody
- 1976: Stárí devatenáct
- 1976: Zeit der Liebe und der Hoffnung
- 1977: Florijánkovo stestí
- 1977: Ikaruv pád
- 1977: Povídám, povídám pohádku
- 1978: Stríbrná pila
- 1978: Ve znamení Merkura
- 1979: Auf der Spur des Wilderers (Na pytlacke stezce)
- 1979: Pan Vok odchází
- 1979: Skandál v Gri
- 1980: Die Märchenbraut
- 1980: Dnes v jednom dome
- 1981: Hra o královnu
- 1981: Kluci z bronzu
- 1981: Meine Ferien mit Großvater
- 1981: Ten svetr si nesvlíkej
- 1981: Zralé víno
- 1982: Bezirksverwaltung der „K“ Prag
- 1982: Prihody pana Prihody
- 1983: Der dritte Prinz
- 1985: Hrabe Luxemburg
- 1986: Cyrano z Bergeracu
- 1986: Hvezdy nad Syslím udolím
- 1986: Peníze a krev
- 1986: Zlá krev
- 1987: Sansony jen tak...
- 1988: Starecek vavríny vídenské slávy ovencený aneb Zpronevera
- 1988: Zirkus Humberto
- 1990: Täter unbekannt